# Gastronomía de Panamá

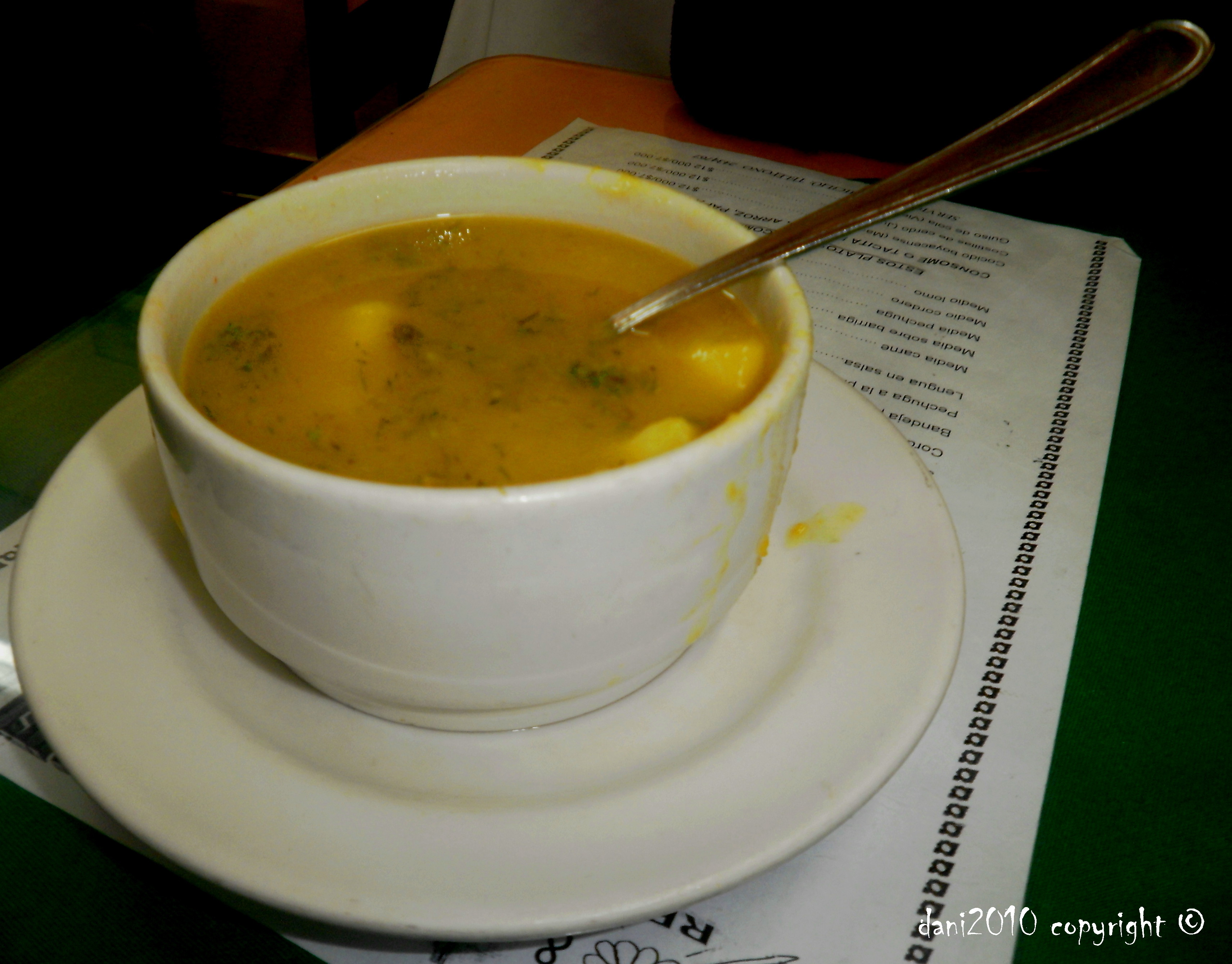
El sancocho es un plato fuerte de la gastronomía panameña.

La gastronomía de Panamá es el resultado de la influencia histórica en el país de las culturas amerindia, hispana, africana,  afroantillana y estadounidense. Se caracteriza por el alto consumo de arroz en diferentes formas y preparaciones, así como las sopas, siendo el sancocho la más popular.  Otros insumos e ingredientes son el maíz, frijoles, menestras y granos, destacando el guandú,  plátanos, gallina, carnes, pescados y mariscos, con los que se preparan diversos platos y frituras.  Las raíces y tubérculos tienen preponderancia en la dieta del panameño, destacándose la yuca, el ñame, el ñampí, el otoe y papa.   
Como condimentos propios del país destacan el culantro cimarrón y el ají chombo.  Pese a la pequeña extensión del país, la gran diversidad cultural del istmo permite identificar variantes regionales, tales como la gastronomía de las provincias centrales, la chiricana, la darienita, la bocatoreña o la colonense, así cono las de las comarcas indígenas. En Panamá, a la hora del desayuno, son comunes las frituras, entre ellas la de tortilla de maíz o arepa, la yuca frita, carnes,  entre otras. Para el almuerzo, se consume casi siempre el arroz acompañado de carnes, menestras, plátano, vegetales o sopas. Para la cena se disfruta de algo un poco más ligero y rápido, dependiendo de cada familia. 
El consumo y oferta de pescados y mariscos frescos es una ventaja, ya que el país tiene costa atlántica y pacífica, lo que hace tener una variedad muy grande.

## Historia
Según algunos estudios, en especial los del historiador Alfredo Castillero (Globalización alimentaria), los principales soportes alimenticios de la población indígena panameña antes de la llegada de los españoles eran el maíz, la yuca, el camote, el zapallo, el otoe y el ñame americano, además de una gran variedad de frutales comestibles (aguacate, papaya, mamones, tomate, piña, etc.)
Su caza era abundante, sobre todo volatería y venados; además consumían muchos peces, iguanas, ardillas, monos, ñeques, armadillos, conejos pintados, tapires, zaínos, manatíes, etc. 
Pero todo esto cambió rápida y profundamente cuando se inició la colonización europea en Panamá  (1502). Los viejos hábitos alimenticios fueron radicalmente modificados, se introdujeron otros métodos de cultivo, y se inició una nueva interacción con el medio ambiente.
Durante este período la ganadería se expande sin freno, ocupando las sabanas que quedaron libres tras la desaparición de la población indígena (provincias centrales) y la carne vacuna se convierte en la fuente alimentaria básica del panameño, siendo que la ración del más pobre era como mínimo de una libra al día.
Una vez el desabastecimiento alimenticio se convierte en problema crónico a partir de mediados del siglo XVII, a la Élite no le quedó otro remedio que abandonar su dieta tradicional que se basaba en el modelo peninsular, y tuvo entonces que adaptarse a los platos nativos. De esa época datan los primeros cultivos comerciales de platanares en las cercanías de la capital. La dieta entonces se criolliza, agregando a los platos de herencia hispana los que producía la tierra, y puede decirse que fue a partir de entonces que la cultura alimentaria panameña empezó a adoptar los patrones que la harían característica.

En la sección de "Noticias relativas a la Provincia y Ciudad de Panamá", del tomo II de la obra titulada "Colección de documentos inéditos sobre la Geografía e Historia de Colombia", se detalla la dieta básica de la gastronomía panameña de finales del siglo XVIII y principios de siglo XIX de la siguiente manera: 
"El alimento ordinario común de la gente de la ciudad y en los pueblos de los trabajadores esclavos y demás individuos de escasas facultades es el plátano, el arroz, el tasajo y el maíz del que molido en una piedra (igual a la en que se muele el cacao para hacer chocolate) forman una pasta de que hacen bollos y tortas que nada tienen de desagradable al gusto y es un alimento o pan sano y de sustancia [...]
El maíz y el arroz, granos los más esenciales y casi únicos en esta Provincia, se siembran en abril y se recoge la cosecha por Agosto, y el arroz vuelve a retoñar sin más siembra y da otra cosecha por Enero; también el maíz la da, pero es preciso resembrarlo [...]
En algunos partidos o distritos de la jurisdicción de esta Provincia se cogen también otras semillas, que las nombran quimbolitos, frijoles colorados y morados, pero no en mucha abundancia." 

Para fines del siglo XIX y principios del XX la agricultura comercial y de supervivencia despega con bríos y ya no solo se cultivan los productos tradicionales sino que también se empiezan a cultivar plantas y semillas antes poco conocidas, o que solo se comían cuando se importaban, siendo tal vez el mejor ejemplo la papa, que empieza a cultivarse en Cerro Punta, con semillas traídas de New Brunswick, New Jersey, y por primera vez se consume la que se produce en el país.

## Platos de arroz
- Arroz con guandú
- Arroz con pollo
- Arroz con mariscos
- Arroz verde (el culantro le da el color verde)
- Arroz con puerco
- Arroz con vegetales
- Arroz con asadura
- Arroz con mollejas
- Arroz con chorizo y ajíes dulces
- Arroz Fututiao
- Arroz con chorizo
- Arroz con coco
- Arroz con tuna
- Mono en bijao
- Arroz con frijoles
- Arroz frito

## Sopas
- Sancocho
- Guacho de arroz
- Rondon
- Sopa de carne
- Sopa de cabeza de pescado
- Sopa de pata de res
- Sopa de pescado
- Sopa de frijoles
- Sopa de Mariscos
- Serén de maíz nuevo (tipo de sopa)
- Sopa de camarones
- Sopa de costilla de res
- Sopa de lentejas

## Frituras
- Patacones
- Tajadas
- Torrejas
- Buñuelos

- Tortillas
- Chicharrón
- Carimañola
- Chorizo
- Empanada
- Torrejitas de yuca
- Hojaldra
- Turrula
- Almojabanos
- Bofe
- Pajarilla
- Tasajo
- Yuca frita

## Mariscos
- Ceviche
- Bacalao con papas
- Rondón
- Guacho de mariscos
- Langostas en diferentes tipos de platillos, es un platillo típico de la costa Atlántica y algunas islas del Caribe y zonas costeras de Panamá.
- Cangrejos

## Otros
- Plátano en tentación
- Guacho
- Lechona
- Carne entomatada
- Mondongo a la culona
- Encurtido de huevos
- Salpicón de carne
- Lengua guisada
- Bistec picado
- Bollos "preñado" mantequilla o de coco
- Pernil de puerco al horno
- Chorizo relleno
- Chuletas en salsa de piña
- Bistec de hígado
- Pescado frito
- Ensalada de papas conocido popularmente como "ensalada de feria"
- Frijol quimbol o frijol blanco (región de Azuero)
- Bacalao con ackee
- Huevos de codorniz
- Dumplings
- Patty
- Pan Bon
- Ropa vieja
- Salchichas guisadas con papas
- Serén de maíz nuevo
- Sao o Saus: patitas de cerdo con vinagre y sal entre otros ingredientes
- Tamales
- Pescado al escabeche
- Tasajo
- Patitas de pollo
- Pastelitos de maíz nuevo
- Cofio
- Alfajore panameño

En los lugares montañosos, comarcales o en el interior del país los campesinos que viven en sitios agrícolas de sembrados y áreas boscosas cazan iguanas, sainos, faisanes, venados, paloma titibú, tortuga, camarón de río, paisana entre otros animales de monte para alimentos o para la venta algunas veces para restaurantes; en el presente se hace con muy poca frecuencia antes (en el pasado) se hacía por necesidad porque los supermercados más cercanos estaban lejos de los asentamientos además la mayoría eran personas de bajos recursos y no tenían dinero; actualmente estas actividades están prohibidas por la ley y son penadas con multas o cárcel para evitar las desapariciones de especies muchas veces la ley solo se usa para especies específicas y no abarca todo, aunque algunas veces las personas no cumplen la ley. 
Postres
- Bocado de la reina
- Cabanga
- Cabellito de ángel
- Arroz con leche
- Huevitos de leche
- Manjar blanco
- Cocada
- Mazamorra o Pesada de nance
- Tres leches
- Queque
- Suspiro (Panameño)
- Dulce de pepita de marañón
- Dulce de grosella
- Melcocha
- Volteado de piña
- Bienmesabe
- Conserva de marañon
- Mamallena
- Sopa borracha
- Yiyinbre (Gingerbread)

## Bebidas
- Chicheme
- Arroz con piña
- Resbaladera
- Ron ponche
- Seco Herrerano: es el licor más popular en el mercado panameño, Destilado 100% de jugo de caña es un licor neutro y versátil, perfecto para disfrutar en refrescantes cócteles.
- Chirrisco
- Chicha Fuerte
- Vino de palma
- Guachu
- Leche agria
- Chicha de frutas
- limonada con raspadura
- Icing Glass
- Chicha de Saril
- Chicha de Nance
- Chicha de Tamarindo
- Chicha de Marañon
- Chicha de Maracuyá

En Panamá existen diferentes tipos de bebidas y muchas veces surgen nuevos sabores con diferentes tipos de ingredientes. 

## Ingredientes típicos de la gastronomía Panameña
- Ají chombo
- Culantro
- Miel de caña
- Ñame
- Guandú
- Achiote (especia)
- Leche de coco
- Ají criollo
- Mazorca de maíz (Tierno, seco entero o seco pilado)
- Raspadura (Conocida como panela o papelón)
- Limón
- Hoja de plátano y hoja de bijao (para envolver alimentos)